# Pass da Costainas
Der Pass da Costainas (rätoromanisch im Idiom Vallader für «Pass der Steilhänge», «abschüssiger Pass») liegt am südlichen Ende der Val S-charl und verbindet das Unterengadin mit der Val Müstair bzw. dem italienischen Vinschgau. Der Pass bildet das Quellgebiet der Clemgia.
Der Pass ist Bestandteil der jährlichen Austragung des Nationalpark-Bike-Marathon mit Start und Ziel in Scuol.
Über den Pass da Costainas überqueren Transalp-Mountainbiker im Rahmen der sogenannten Albrecht-Route den Alpenhauptkamm. Der Pass gilt als einer der wenigen komplett mit dem Mountain-Bike fahrbaren, nicht für den Kfz-Verkehr freigegebenen Wege über den Alpenhauptkamm.